# Seznam državnih himn
Seznam državnih himn.
      nečlanice OZN in odvisni teritoriji
      bivše države
| Država                        | Naslov državne himne | Prevod naslova                                    |
| ----------------------------- | --- | ------------------------------------------------- |
| Abhazija                      | Aiaaira (Аиааира) | Zmaga                                             |
| Afganistan                    | Sououd-e-Melli | Ljudska himna                                     |
| Albanija                      | Hymni i Flamurit | Himna zastavi                                     |
| Alžirija                      | Kassaman | Prosimo                                           |
| Ameriška Samoa                | Amerika Samoa | Ameriška Samoa                                    |
| Ameriški Deviški otoki        | Virgin Islands March | Marš Deviških otokov                              |
| Andora                        | El Gran Carlemany | Karel Veliki                                      |
| Angola                        | Angola Avante | Naprej Angola                                     |
| Antigva in Barbuda            | Fair Antigua, We Salute Thee |                                                   |
| Argentina                     | Oid, Mortales | Poslušajte, smrtniki!                             |
| Armenija                      | Mer Hajrenik | Naša domovina                                     |
| Aruba                         | Aruba Dushi Tera | Aruba, draga država                               |
| Avstralija                    | Advance Avstralija Fair |                                                   |
| Avstrija                      | Land der Berge, Land am Strome | Dežela gora, dežela ob reki                       |
| Bahami                        | March On, Bahamaland |                                                   |
| Bahrajn                       | Bahrainona | Naš Bahrajn                                       |
| Balearski otoki               | La Balanguera |                                                   |
| Bangladeš                     | Amar Sonar Bangla | Moj zlati Bengal                                  |
| Barbados                      | In Plenty and In Time of Need |                                                   |
| Baskija                       | Eusko Abendaren Ereserkia | Himna baskovske domovine                          |
| Belorusija                    | My Belorusijay | Mi, Belorusi                                      |
| Belgija                       | La Brabançonne | Pesem Brabanta                                    |
| Belize                        | Land of the Free |                                                   |
| Benin                         | L'Aube Nouvelle | Nova zora                                         |
| Butan                         | Druk tsendhen | Kraljestvo gromečega zmaja                        |
| Bolivija                      | Bolivijanos, el hado propicio | Bolivijci, ustrezna usoda                         |
| Bosna in Hercegovina          | Intermeco, včasih: Jedna i Jedina (Ena in edina)                                                                                   |                                                   |
| Bocvana                       | Fatshe leno la rona | Blagoslovljena bodi ta plemenita dežela           |
| Brazilija                     | Hino Nacional Brasileiro | Brazilska narodna himna                           |
| Brunej                        | Allah Peliharakan Sultan | Bog blagoslovi sultana                            |
| Bolgarija                     | Mila Rodino | Draga rodna dežela                                |
| Burkina Faso                  | Une Seule Nuit | Le ena noč                                        |
| Burundi                       | Burundi bwacu | Dragi Burundi                                     |
| Ciper                         | Ýmnos is tin Eleftherían (Ύμνος εις την Ελευθερίαν)                                                                                | Oda svobodi                                       |
| Cookovi otoki                 | God Defend New Zealand | Bog brani Novo Zelandijo                          |
| Cornwall                      | Trelawny |                                                   |
| Čad                           | La Tchadienne |                                                   |
| Češka                         | Kde domov můj? | Kje je moj dom?                                   |
| Čile                          | Himno Nacional de Chile | Čilenska državna himna                            |
| Črna gora                     | Oj svijetla majska zoro |                                                   |
| Danska                        | kraljeva: Kong Kristian (Kralj Kristijan) državna: Der er et Yndigt Land (Nekje je prisrčna dežela)                                |                                                   |
| Dominika                      | Isle of Beauty, Isle of Splendour                                                                                                  |                                                   |
| Dominikanska republika        | Quisqueyanos valientes | Hrabri sinovi Quisqueyana                         |
| Džibuti                       | Državna himna Džibutija |                                                   |
| Ekvador                       | Salve, Oh Patria (Pozdravljamo te, naša domovina)                                                                                  |                                                   |
| Egipt                         | Bilady, Bilady, Bilady | Moja domovina, moja domovina, moja domovina       |
| Ekvatorialna Gvineja          | Caminemos Pisando la Senda de Nuestra Inmensa Felicidad                                                                            | Dajmo, hodimo po poti naše neznanske sreče        |
| Estonija                      | Mu isamaa, mu õnn ja rõõm | Moja domovina, moj ponos in radost                |
| Esvatini                      | Oh God, Bestower of the Blessings of the Swazi                                                                                     |                                                   |
| Etiopija                      | Korakaj naprej, draga mati Etiopija (Vedefit gesgeši voude henate Itjop'ija)                                                       | Korakaj naprej, draga mati Etiopija               |
| Ferski otoki                  | Tú alfagra land mítt | O, Ferski otoki, moj najdražji zaklad             |
| Fidži                         | God Bless Fiji | Bog blagoslovi Fidži                              |
| Filipini                      | Lupang Hinirang | Ljubljena dežela                                  |
| Finska                        | Maamme/Vårt land | Naša dežela                                       |
| Flamska                       | De Vlaamse Leeuw | Flamski lev                                       |
| Francija                      | La Marseillaise | Marsejeza                                         |
| Frizija                       | De âlde Friezen | Stari Frizijci                                    |
| Gabon                         | La Concorde (Concord) |                                                   |
| Gambija                       | For The Gambia Our Homeland |                                                   |
| Gruzija                       | Dideba zetsit kurtheuls (Praise Be To The Heavenly Bestower of Blessings)                                                          |                                                   |
| Gana                          | God Bless Our Homeland Gana |                                                   |
| Gibraltar                     | Gibraltar Anthem | Himna Gibraltarja                                 |
| Grčija                        | Imnos pros tin Eleftherian | Hvalnica svobodi                                  |
| Grenlandija                   | Nangmineq erinllik |                                                   |
| Grenada                       | Hail Grenada |                                                   |
| Gvam                          | Stand Ye Guamanians |                                                   |
| Gvatemala                     | Gvatemala Feliz (Gvatemala, Be Praised!)                                                                                           |                                                   |
| Gvineja                       | Liberté | Svoboda                                           |
| Gvineja Bissau                | Esta é a Nossa Pátrai Bem Amada | To je naša ljubljena dežela                       |
| Gvajana                       | Dear Land of Gvajana, of Rivers and Plains                                                                                         |                                                   |
| Haiti                         | La Dessalinienne |                                                   |
| Honduras                      | Tu bandera es un lampo de cielo | Tvoja zastava je nebeška luč                      |
| Hrvaška                       | Lijepa naša domovino | Naša lepa domovina                                |
| Islandija                     | Lofsöngur | Hvalnica                                          |
| Indija                        | Jana-Gana-Mana | Ti vladaš mislim vseh ljudi                       |
| Indonezija                    | Indonesia Raya | Velika Indonezija                                 |
| Iran                          | Sorood-e Jomhoori-e Eslami Imperialni pozdrav                                                                                      |                                                   |
| Irak                          | Ardulfurataini Watan Kraljevi pozdrav                                                                                              |                                                   |
| Irska                         | Amhrán na bhFiann | Vojakova pesem                                    |
| Izrael                        | Hatikvah | Up                                                |
| Italija                       | Il Canto degli Italiani | Petje Italijanov                                  |
| Jamajka                       | Jamaica, Land We Love | Jamajka, ljubljena zemlja                         |
| Japonska                      | Kimi Ga Yo (君が代) | Naj bo tvojih tisoč let veselega vladanja         |
| Jemen                         | Združena republika | Združena republika                                |
| Jugoslavija                   | Hej Slovani | Hej Slovani                                       |
| Jordanija                     | As-salam al-malaki al-urdoni | Naj živi kralj!                                   |
| Južna Afrika                  | Nkosi Sikelel iAfrica in Die Stem van Suid Afrika                                                                                  | Bog blagoslovi Afrika in Klic Južne Afrike hkrati |
| Južna Koreja                  | Aegukga (애국가) | Domoljubna pesem                                  |
| Južni Sudan                   | South Sudan Oyee! |                                                   |
| Kambodža                      | Nokoreach |                                                   |
| Kamerun                       | Chant de Ralliement | Zborna pesem                                      |
| Kanada                        | O Kanada |                                                   |
| Katalonija                    | Els Segadors (The Reapers) |                                                   |
| Kajmanji otoki                | Beloved Isles Cayman |                                                   |
| Kazahstan                     | Himna republika Kazahstan |                                                   |
| Ljudska republika Kitajska    | Marš prostovoljcev |                                                   |
| Kitajska (Dinastija Qing)     | Gong Jin'ou (Zlata kupa) |                                                   |
| Kitajska (druge)              | Glej: Zgodovinske kitajske himne                                                                                                   |                                                   |
| Kolumbija                     | Oh Gloria inmarcesible | Oh Unfading Glory!                                |
| Komori                        | Udzima wa ya Masiwa | Zveza velikih otokov                              |
| Demokratična republika Kongo  | Debout Kongolaise | Vstanite, Kongožani                               |
| Kongo                         | La Congolaise |                                                   |
| Kostarika                     | Noble patria, tu hermosa bandera                                                                                                   | Plemenita domovina, tvoja prelepa zastava         |
| Kenija                        | Ee Mungu Nguvu Yetu | O, bog vsega stvarstva                            |
| Kiribati                      | Teirake kaini Kiribati | Stoj, Kiribati                                    |
| Koreja                        | glej Severna Koreja ali Južna Koreja                                                                                               |                                                   |
| Kuba                          | La Bayamesa | Bayamska pesem                                    |
| Laos                          | Pheng Xat Lao | Himna ljudstva Lao                                |
| Latvija                       | Dievs, svētī Latviju | Bog blagoslovi Latvijo                            |
| Lesoto                        | Lesotho Fatse La Bontata Rona |                                                   |
| Libanon                       | Kuluna Lilvatan Lil Ula Lil Alam                                                                                                   | Vsi mi! Za našo deželo, za našo zastavo in slavo  |
| Liberija                      | All Hail, Liberija Hail |                                                   |
| Libija                        | Libija, Libija, Libija |                                                   |
| Lihtenštajn                   | Oben am jungen Rhein | Visoko nad mladim Renom                           |
| Litva                         | Tautiska Giesme (Narodna pesem) |                                                   |
| Luksemburg                    | Ons Hémécht (Naša domovina) |                                                   |
| Severna Makedonija            | Denes nad Makedonija (Danes nad Makedonijo)                                                                                        |                                                   |
| Madagaskar                    | Ry Tanindraza nay malala ô | O, naša ljubljena domovina                        |
| Madžarska                     | Himnusz | Himna                                             |
| Malavi                        | Mlungu salitsani malawi | Bog, blagoslovi našo deželo Malavi                |
| Malezija                      | Negara Ku | Moja dežela                                       |
| Maldivi                       | Gavmii mi ekuverikan matii tibegen kuriime salaam                                                                                  | V narodni enotnosti pozdravljamo naš narod        |
| Mali                          | Pour L'Afriquue et pour toi, Mali                                                                                                  | Za Afriko in zate, Mali                           |
| Malta                         | L-Innu Malti | Malteška himna                                    |
| Otok Man (UK)                 | Arrane Ashoonagh Dy Vannin |                                                   |
| Maroko                        | Hymne Cherifien |                                                   |
| Marshallovi otoki             | Forever Marshall Islands |                                                   |
| Mavricij                      | Motherland | Domovina                                          |
| Mehika                        | Himno Nacional Mexicano | Mehičani, k vojnemu joku                          |
| Mikronezija                   | Patriots of Micronesia |                                                   |
| Mjanmar                       | Gba Majay Bma | Ljubili bomo Burmo                                |
| Moldavija                     | Limba Noastra | Naš jezik                                         |
| Monako                        | Hymne Monégasque |                                                   |
| Mongolija                     | Bügd Nairamdakh Mongol |                                                   |
| Mozambik                      | Viva, Viva a FRELIMO | Naj živi, naj živi FRELIMO                        |
| Namibija                      | Namibija, Land of the Brave |                                                   |
| Nauru                         | Nauru Bwiema | Nauru, naša domovina                              |
| Nepal                         | Sayaun Thunga Phool Ka | Stotine cvetov                                    |
| Nemška demokratična republika | Auferstanden aus Ruinen | Vstajenje iz ruševin                              |
| Nemčija                       | Das Lied der Deutschen, 3. kitica (Einigkeit und Recht und Freiheit)                                                               |                                                   |
| Nizozemska                    | Wilhelmus van Nassouwe | Viljem iz Nassaua                                 |
| Nizozemski Antili             | Beautiful Islands |                                                   |
| Nova Zelandija                | God Defend New Zealand, God Save the Queen                                                                                         |                                                   |
| Nikaragva                     | Salve a ti, Nicaragua | Pozdravljam te, Nikaragva                         |
| Niger                         | La Nigerienne |                                                   |
| Nigerija                      | Arise Oh Compatriots, Nigerija's Call Obey                                                                                         |                                                   |
| Norveška                      | Ja, vi elsker dette landet | Da, ljubimo to deželo                             |
| Oman                          | Sultanova himna |                                                   |
| Pakistan                      | Pak sarzamin shad bad | Blagoslovljena bodi, sveta dežela                 |
| Palestina                     | Fida'ī (فدائي‎) | Borec fidaj                                       |
| Panama                        | Himno Istemño (Isthmus Hymn) |                                                   |
| Papua Nova Gvineja            | O Arise, All You Sons |                                                   |
| Paragvaj                      | Paraguaios, República o Muerte | Paragvajci, republika ali smrt                    |
| Peru                          | Somos libres, seámoslo siempre | Svobodni smo, takšni ostanimo za vedno            |
| Pitcairnovo otočje (ZK)       | God Save the Queen |                                                   |
| Poljska                       | Mazurka Dombrowskega (Mazurek Dąbrowskiego)                                                                                        | Mazurka Dombrowskega                              |
| Portugalska                   | A Portuguesa | Portugalska pesem                                 |
| Portoriko                     | La Borinqueña |                                                   |
| Romunija                      | Deşteaptă-te, române (Prebudite se, Romuni), Trei culori (Tri barve)                                                               |                                                   |
| Rusija                        | Gosudarstvennij gimn Rossijskoj Federacii (Госуда́рственный гимн Росси́йской Федера́ции), včasih Domoljubna pesem in Bog ohrani carja | Državna himna Ruske federacije                    |
| Ruanda                        | Rwanda rwacu | Naša Ruanda                                       |
| Sveti Krištof in Nevis        | Oh Land of Beauty |                                                   |
| Sveta Lucija                  | Sons and Daughters of St. Lucia |                                                   |
| Sveti Vincencij in Grenadine  | St Vincent Land So Beautiful |                                                   |
| Salomonovi otoki              | God Save Our Solomon Islands |                                                   |
| Salvador                      | Saludemos la Patria orgullosos | Ponosno pozdravljamo domovino                     |
| Samoa                         | The Banner of Freedom |                                                   |
| Sveti Tomaž in Princ          | Independência total | Popolna neodvisnost                               |
| Saudova Arabija               | Aash Al Maleek | Naj živi kralj                                    |
| Severna Koreja                | Aegukka | Domoljubna pesem                                  |
| Senegal                       | Pincez Tous vos Koras, Frappez les Balafons (Pluck Your Koras, Strike the Balafons)                                                |                                                   |
| Slonokoščena obala            | L'Abidjanaise | Abidjanska pesem                                  |
| Srbija                        | Bože pravde | Bog pravični                                      |
| Srbija in Črna gora           | Hej Sloveni | Hej, Slovani                                      |
| Srednjeafriška republika      | La Renaissance | Preporod                                          |
| Sierra Leone                  | High We Exalt Thee, Realm of the Free                                                                                              |                                                   |
| Singapur                      | Majulah Singapura | Naj Singapur napreduje                            |
| Sirija                        | Homat el Dijar | Čuvarji domovine                                  |
| Slovaška                      | Nad Tatrou sa blýska (Nad Tatrami se bliska)                                                                                       |                                                   |
| Slovenija                     | Zdravljica, včasih: Naprej zastava slave                                                                                           |                                                   |
| Sovjetska zveza               | Gimn Sovjetskogo Sojuza (Гимн Советского Союза)                                                                                    | Himna Sovjetske zveze                             |
| Sudan                         | Nahnu Djundulla Djundulwatan | Mi smo armada boga in naše domovine               |
| Surinam                       | God zij met ons Surinam | Bog spremljaj Surinam                             |
| Škotska                       | Uradno nobene. Za takšne priložnosti so primerne The Flower of Scotland, Scotland the Brave in Scots Wha Hae, med drugimi.         |                                                   |
| Španija                       | Marcha Real | Kraljevi marš                                     |
| Šrilanka                      | Sri Lanka Matha |                                                   |
| Švedska                       | Civil: Du gamla, Du fria (Ti stari, ti svobodni, ti gorati Sever) kraljeva: Ur svenska hjärtans djup en gång                       |                                                   |
| Švica                         | Schweizerpsalm, Cantique suisse, Salmo svizzero, Psalm svizzer                                                                     | Švicarski psalm                                   |
| Tadžikistan                   | surudi mellii (državna himna) |                                                   |
| Tajvan                        | Trije principi ljudi (uradna), Pesem ob dviganju zastave (uporabljana mednarodno)                                                  |                                                   |
| Tanzanija                     | Mungu ibariki Afrika (Bog blagoslovi Afriko)                                                                                       |                                                   |
| Tajska                        | Državna: Phleng Chat Kraljeva: Phleng Sansasoen Phra Barami                                                                        |                                                   |
| Togo                          | Salut à toi, pays de nos aïeux | Pozdravljamo te, dežela naših prednikov           |
| Tonga                         | Koe Fasi Oe Tui Oe Otu Tonga |                                                   |
| Trinidad in Tobago            | Forged From The Love of Liberty |                                                   |
| Tunizija                      | Ala Khallidi (Oh Make Eternal) Himat Al Hima (Defender of the Homeland)                                                            |                                                   |
| Turčija                       | Istiklâl Marsi | Marš neodvisnosti                                 |
| Turkmenistan                  | Independent, Neutral, Turkmenistan State Anthem                                                                                    |                                                   |
| Turks in Caicoški otoki       | God Save the Queen |                                                   |
| Tuvalu                        | Tuvalu mo te Atua (Tuvalu za Vsemogočnega)                                                                                         |                                                   |
| Uganda                        | Oh Uganda, Land of Beauty |                                                   |
| Ukrajina                      | Šče ne vmerla Ukrajina | Ukrajina še ni umrla                              |
| Urugvaj                       | Orientales, la Patria o la tumba                                                                                                   | Vzhodnjaki, domovina ali smrt!                    |
| Vanuatu                       | Yumi, Yumi, Yumi | Mi, mi, mi                                        |
| Vatikan                       | Inno e Marcia Pontificale | Himna in pontifikaški pohod                       |
| Venezuela                     | Gloria al bravo pueblo | Slava hrabremu narodu                             |
| Vietnam                       | Tien Quan Ca | Marš na fronto                                    |
| Vzhodni Timor                 | Pátria | Očetnjava                                         |
| Wales                         | Hen Wlad Fy Nhadau | Stara dežela mojih očetov                         |
| Zahodna Sahara                | Yā Banīy As-Saharā (يا بني الصحراء‎), ¡O hijos del Sáhara!                                                                          | O, sinovi Sahare                                  |
| Zambija                       | Stand and Sing of Zambija, Proud and Free                                                                                          |                                                   |
| Združeni arabski emirati      | Ishy Bilady |                                                   |
| Združeno kraljestvo           | Nobena (uradno), God Save the Queen (dejansko)                                                                                     |                                                   |
| ZDA                           | The Star-Spangled Banner |                                                   |
| Zelenortski otoki             | Cântico da Liberdade | Petje svobode                                     |
| Zimbabve                      | Kalibusiswe Ilizwe leZimbabwe (Blagoslovljena bodi, dežela Zimbabve), včasih: Ishe Komborera Africa (Bog blagoslovi Afriko)        |                                                   |